# 法國電影聯盟

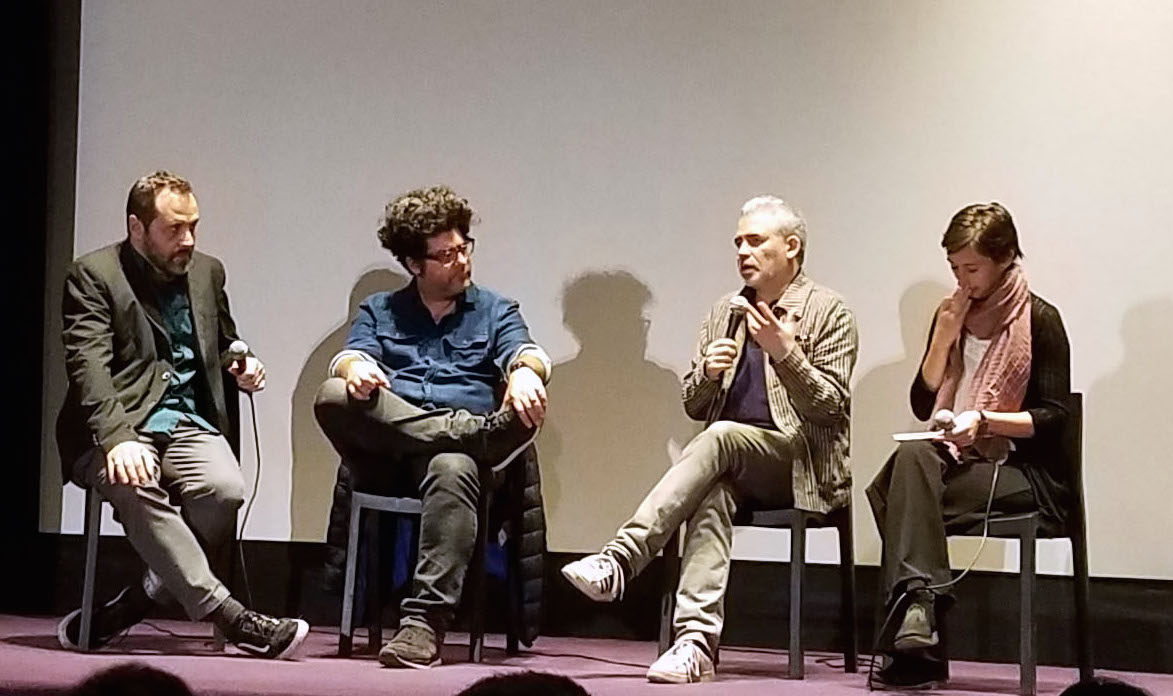
2019年法國電影製作人史蒂芬·布塞（右二）於布宜諾斯艾利斯參加法國電影聯盟舉辦的活動

法國電影聯盟（法語：Unifrance）係旨在推廣法國電影的組織，由法國國家電影中心負責管理。該組織擁有數百名會員，其中包括電影製作人、導演、編劇和經紀人等。
法國電影聯盟於1949年根據《1901年協會法》成立，每年為該國電影報名參加50多個電影節。聯盟是歐洲電影推廣組織的10個創始成員之一。

## 外部連結
- 官方网站